# Contra potentes nemo est munitus satis
La locuzione latina Contra potentes nemo est munitus satis, tradotta letteralmente, significa nessuno è [può sentirsi] sufficientemente difeso contro i potenti (Fedro, favola dell'aquila e la cornacchia).
Sentenza quasi parafrasata dal Manzoni nel cap. VII dei Promessi Sposi: «Le parole dell'iniquo che è forte, penetrano e sfuggono. Può adirarsi che tu mostri sospetto di lui, e, nello stesso tempo farti sentire che quello che tu sospetti è certo: può insultare e chiamarsi offeso, schernire e chieder ragione, atterrire e lagnarsi, essere sfacciato e irreprensibile».